# Vidovica
Vidovica este o localitate din comuna Podčetrtek, Slovenia, cu o populație de 66 de locuitori.